# 枝松圭一
枝松 圭一（えだまつ けいいち、1959年 - ）は、日本の物理学者。宮城県仙台市出身。東北大学電気通信研究所教授。量子力学の原理を用いた情報通信などにおいて先駆的な功績を挙げている。

## 経歴
- 宮城県仙台第一高等学校卒業
- 東北大学理学部物理学科卒業
- 東北大学大学院理学研究科博士課程修了(1986年)
- 1987年3月　東北大学理学博士　「アルカリ銀ハライド及びアルカリ銅ハライド結晶の光学的性質の研究」
- 東北大学工学部助手
- California Institute of Technology 客員研究員
- 東北大学大学院工学研究科助教授
- 大阪大学大学院基礎工学研究科助教授
- 東北大学電気通信研究所教授
- 文部科学大臣表彰科学技術賞[1]
- 学位　理学博士

## ガンマプロット（GammaPlot）
枝松圭一が開発した科学技術用グラフプロットツール。ドライバを導入することにより美しいグラフを作成でき、印刷することが出来る。これまでに解説本も二冊出ている。現バージョンは5.01β7。